# NGC 7588
NGC 7588 (również PGC 70983) – galaktyka spiralna (S), znajdująca się w gwiazdozbiorze Pegaza. Odkrył ją Albert Marth 3 listopada 1864 roku.